# Casco (motociclismo)

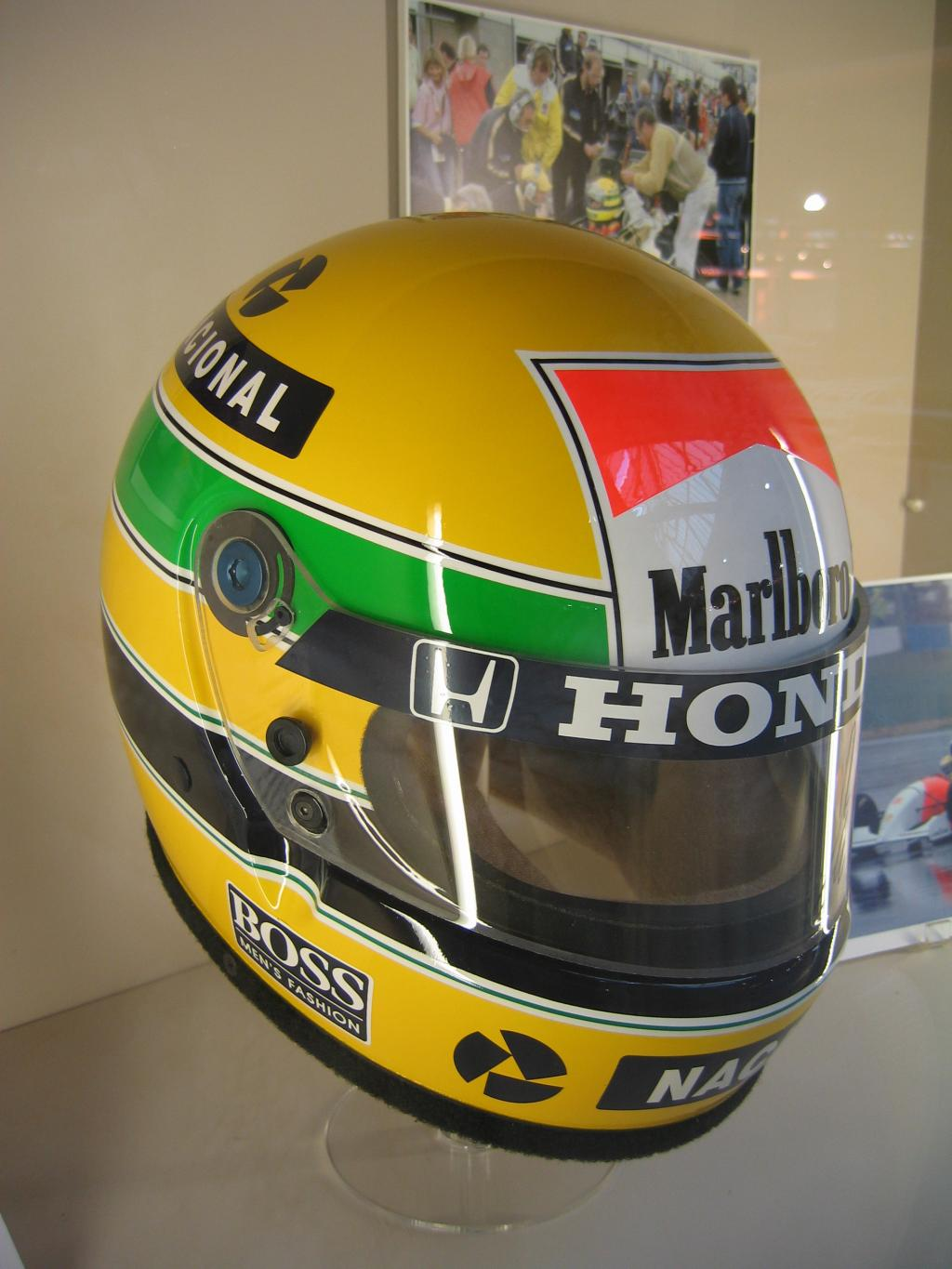
Un casco da automobilismo del tipo "integrale" (Ayrton Senna).

Il casco è un copricapo protettivo, facente parte dell'equipaggiamento protettivo individuale obbligatorio per motociclisti, realizzato in materiale resistente agli urti e usato in ambito sportivo allo scopo di preservare la testa da impatti improvvisi.
Pur derivando dall'elmetto, si distingue per essere stato concepito ed essersi tecnicamente evoluto in funzione di proteggere la testa dagli effetti dell'impatto di un corpo in velocità contro oggetti generalmente fermi e non viceversa. Per le similitudini d'uso e d'aspetto, il casco viene anche chiamato impropriamente elmetto e viceversa.
L'uso del casco permette di ridurre l'incidenza delle lesioni al cranio, difatti per solo il 30% di coloro che usano il casco riporta lesioni al capo contro il 51% di chi non ne usufruisce, tra cui anche una riduzione delle fratture craniche.
Dispositivi del genere vengono anche adottati in certe discipline automobilistiche come il rally e la formula 1.

## Etimologia
La parola casco deriva dallo spagnolo casco, "coccio", "cranio" di origine incerta (forse dal latino capsa, "scatola"; a sua volta dal greco antico: καψικός?, kapsikós).

## Storia
Alcune fonti fanno risalire la nascita del primo prototipo del moderno casco utilizzato oggi da motociclisti e automobilisti a Luciano Di Lello, ciabattino italiano originario di Villa Santa Maria, località abruzzese: sarebbe stato lui, nei primi anni del '900, a realizzarne, all'interno della propria bottega sita a Parigi, una versione in cuoio a protezione integrale, dotata di visiera rigida. Tale invenzione, una volta brevettata, fruttò a Di Lello diversi prestigiosi riconoscimenti, tra cui la Croce al Merito.
I primi caschi per piloti di auto e moto furono dei semplici copricapo in cuoio morbido, del tutto simili a quelli utilizzati dai pionieri dell'aviazione. Già dalla fine degli anni dieci cominciarono ad essere utilizzati i primi caschi realizzati in cuoio rigido, sagomati "a scodella", ai quali furono presto aggiunte delle bordature in cuoio, dette creste, con la funzione di attutire maggiormente gli urti. Tali bordature richiamavano la forma degli elmi in uso ai soldati inglesi nel XVII secolo e per tale motivo il casco prese la denominazione di Cromwell, dal celebre condottiero inglese, poi mantenuta nei decenni successivi anche dopo la scomparsa delle creste.
La grande frequenza degli incidenti durante le competizioni e le drammatiche conseguenze dovute ai circuiti dell'epoca, spesso collocati sulle strade dei centri cittadini, mantennero alta l'attenzione degli organizzatori e delle autorità, verso una maggiore sicurezza dei piloti. Nel 1922, in occasione della 3ª Coppa d'Inverno svoltasi sul circuito di Montichiari e organizzata dall'associazione studentesca torinese "La Goliarda", venne imposto per la prima volta in Italia l'obbligo di uso del casco ai concorrenti durante le prove e la gara, poi vinta da Mario Cavedini su Moto Guzzi.
A partire dalla seconda metà degli anni venti si registra una grande evoluzione tecnica dei caschi, soprattutto ad uso motociclistico, che vede l'utilizzo di varie tipologie d'imbottitura, dal sughero, alla polpa di legno, alla tela, oltre all'aggiunta della parte coprinuca integrata al sottogola. Furono proposti anche caschi pneumatici, da gonfiare con pompa per bicicletta, già sperimentati nei primi anni del secolo, ma non ebbero successo.
Negli anni trenta e quaranta, sempre mantenendo l'identica foggia, ebbero una limitata diffusione caschi con calotta in lega leggera ottenuta per stampaggio, particolarmente economici, per poi passare alla fibra vulcanizzata, al poliestere e, finalmente, alla fibra di vetro, a partire dal 1954. Con questi materiali verniciabili, nacque la consuetudine di colorare i caschi in modo vistoso, allo scopo di offrire al pubblico la possibilità di identificare più facilmente il concorrente nelle gare motociclistiche. Celeberrima la calotta gialla con l'effigie di Topolino del campione Umberto Masetti o la versione tricolore di Giacomo Agostini.
Nel 1950 vennero adottati dall'aviazione militare statunitense degli appositi caschi per i piloti degli aerei da caccia a reazione con protezioni posteriore e laterali allungate, allo scopo di fornire un solido fissaggio per il respiratore. La nuova forma risultava anche maggiormente protettiva e l'idea venne mutuata in campo motociclistico e automobilistico, nel 1955, con la produzione dei primi caschi appunto denominati Jet. L'impiego del casco tipo Jet ebbe, nel primo decennio, scarsa diffusione tra i piloti, particolarmente tra i motociclisti, i quali opposero una decisa resistenza all'utilizzo, in quanto il nuovo casco risultava più pesante e la foggia limitava notevolmente i movimenti della testa. A metà degli anni sessanta quasi tutti i piloti di Formula 1 avevano ormai adottato il casco tipo Jet, mentre nel Motomondiale la maggioranza dei piloti ancora usava il Cromwell. Tra i più ostinati il campionissimo Agostini che mai utilizzò un Jet in gara, abbandonando il Cromwell solo nel 1971.

## Caratteristiche

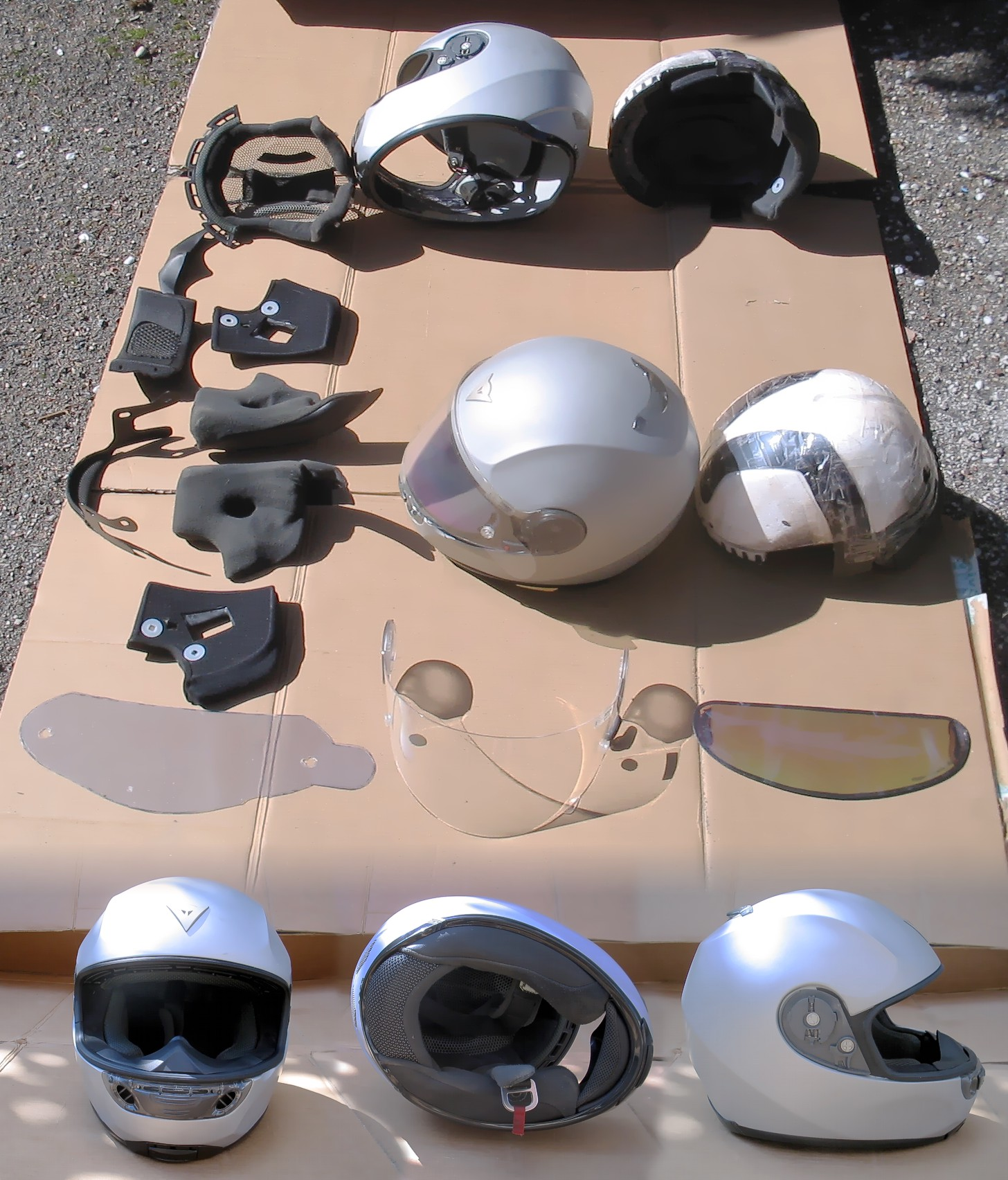
Casco visto nelle diverse angolazioni; In basso è possibile vederlo completo (ad eccezione della visiera); in alto è possibile vedere le diverse componenti che lo compongono, tra cui le visiere a strappo ed un inserto interno adesivo (colorato) antiappannaggio e fotosensibile

Il casco è composto da diversi componenti ed il modello forse più conosciuto è quello che si vede indossato da motociclisti ed automobilisti sportivi, al fine di proteggere il conducente (e il passeggero) dagli urti contro altri veicoli o cose.
Il casco risulta essere molto importante in caso di urto, ma è altrettanto importante non sfilare il casco, in caso d'urto, soprattutto se violento: il casco deve essere rimosso da personale del soccorso sanitario in grado di preservare l'allineamento del rachide cervicale del paziente traumatizzato; infatti l'impatto subito dal casco si può trasferire sul rachide cervicale che in questo caso deve essere mantenuto allineato sino a diagnostica ospedaliera. Mentre nel caso un oggetto sia conficcato nel casco e raggiunge il cranio, la rimozione è eseguita nella struttura sanitaria.

### Calotta
Il casco ha delle caratteristiche che gli permettono di proteggersi da urti più o meno violenti, queste caratteristiche oltre che dalla forma del casco stesso, sono dettate anche dal tipo di struttura, che è praticamente uguale per ogni ambito:
- Calotta o calotta esterna: è la parte esterna del casco, la quale è estremamente resistente, perché oltre a ridistribuire la forza dell'urto su una vasta area del casco, deve rimanere il più possibile integra alla sollecitazione, altrimenti la funzione del casco non solo lo vanifica, ma può aggravare l'urto aumentando l'entità delle lesioni.
La calotta può essere realizzata con diversi materiali:
  - Tecnopolimero (STC)/Polimeri termoplastici; ABS, policarbonato, PVC, ...
  - Materiali compositi (PFL); (più costosi ma più leggeri) come il carbonio, il kevlar/fibra aramidica, Dyneema o vetroresina.
- Imbottitura o calotta interna: è il sistema ammortizzante del casco, può essere fatto in vari materiali (generalmente polistirolo espanso se destinato ai trasporti o coni in poliuretano o vinile-gommapiuma come nel caso di caschi da football americano) i quali hanno il compito di assorbire l'urto in modo graduale e che generalmente presentano dei canali d'aerazione.

La parte più interna della calotta viene munita di un rivestimento interno e visibile quando si guarda la parte interna del casco ed ha l'importante funzione di porre uno strato morbido tra la calotta e la testa, rendendo il casco adattabile e permetterne di creare più misure, inoltre può facilitare il lavaggio del casco.
Il materiale utilizzato per il rivestimento è generalmente tessuto, preferibilmente con trattamento anallergico e con una struttura traspirante, ma può essere utilizzato assieme a gommapiuma o altri materiali espansi per la creazione delle diverse taglie.

### Sottogola

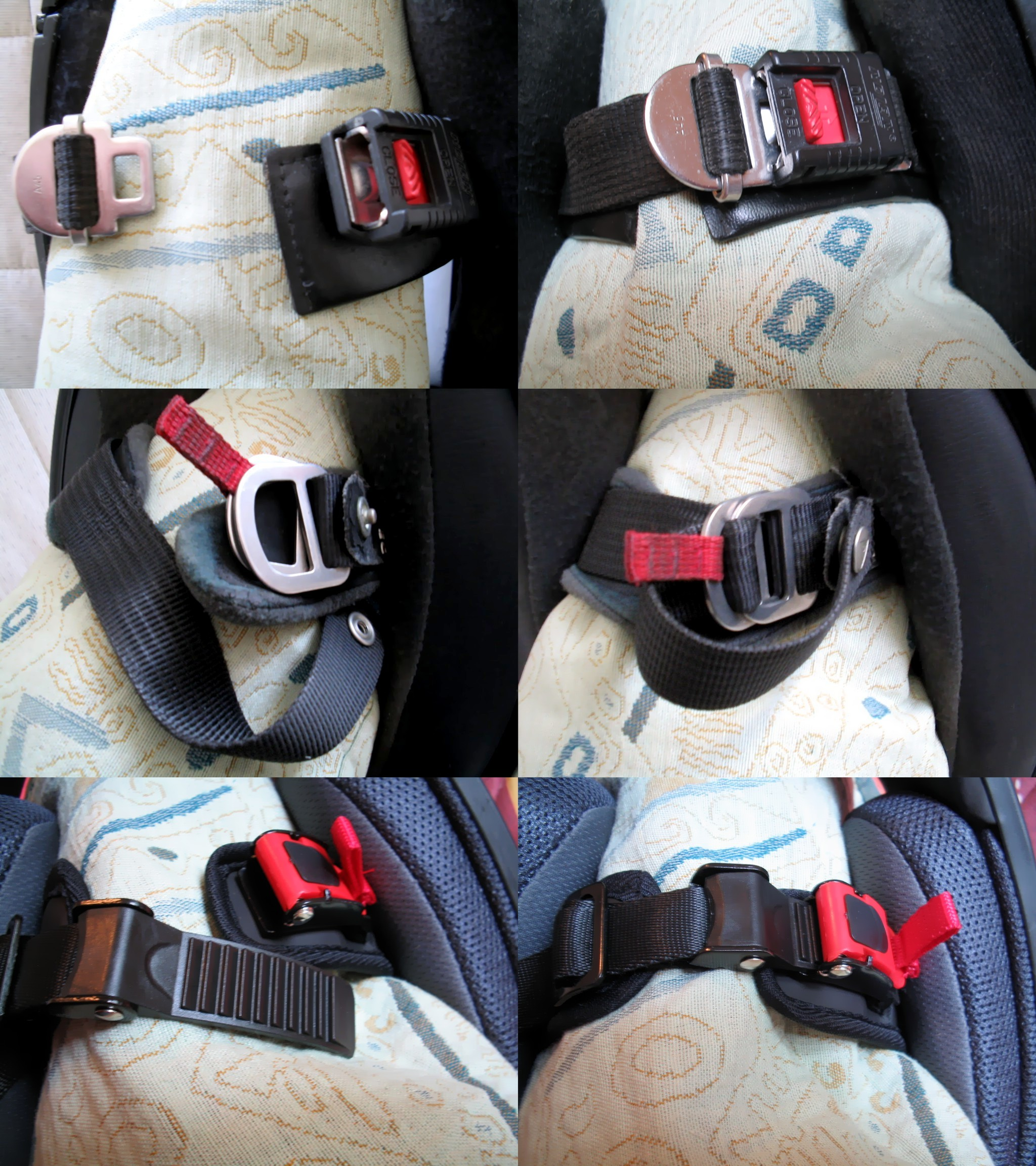
Tre tipologie di allaccio per casco, di cui a sinistra slacciate, mentre a destra sono allacciate

Esistono diversi tipi di sottogola a seconda del sistema di chiusura:
- Fibbia questo sistema veniva usato sui primi caschi ed è ora in disuso
- Velcro sistema usato per caschi ad uso particolare, come le epilessie infantili
- fibbie a sgancio rapido in plastica utilizzate per alcuni caschi da ciclismo, i quali generalmente sono sottoposti a forze d'urto modeste
- AFB (Automatic Fit Belt), si tratta di un sottogola a sgancio rapido (da usare in caso il sistema automatico non funzioni più) munito di avvolgitore automatico, il quale permette tramite un comando di far allungare il sottogola e sfilare il casco, mentre riselezionando il comando il sottogola si riavvolge e si tende, questo sistema è stato sviluppato dalla Sabelt del gruppo Brembo[9][10]
- Sgancio rapido o Chiusura rapida (fast-lock o quick release), sono caratterizzati da un pulsante (posto sulla parte del cinturino più corto) che fatto scorrere, lascia libero l'anello (posto sulla parte del cinturino più lungo) e permette l'apertura, inoltre l'anello è munito di una fibbia per la regolazione della lunghezza.
- Micrometrico (microlock), sistema che consente di regolare la lunghezza del cinturino ad ogni utilizzo e un rapido sgancio dello stesso, dove il bloccaggio è garantito da una cinghia di plastica con scanalature e da un fermo, il quale è munito di una bandella per lo sgancio.
- A doppio anello, quest'ultima è preferibile poiché si regola ad ogni utilizzo e presenta meno criticità di meccanica e risulta più facile da allacciare e slacciare.

Il fissaggio del sottogola alla calotta del casco avviene tramite rivetti, i quali possono essere esterni o interni, generalmente per i modelli di categoria superiore e sportivi i rivetti rimangono interni, in quanto a causa di un urto diretto potrebbero rompersi e far sfilare il casco, come nel caso di Franco Uncini durante il motomondiale classe 500 di Assen del 1983.

### Visiera
La visiera del casco può essere di vari tipi:
- Trasparente, questo è il tipo di visiera più utilizzato, che permette una perfetta visione in tutte le condizioni
- Oscurata, questa visiera ha la particolarità di non essere perfettamente trasparente e quindi di limitare l'intensità luminosa dei raggi solari, rendendoli comode durante l'estate, la sera e il mattino, tutte quelle situazioni dove si può avere un intenso raggio di luce diretto agli occhi
- A specchio, questa visiera ha gli stessi vantaggi delle visiere oscurate, in più alcuni modelli possono evitare che il volto del guidatore possa essere visto in tutte le condizioni, mentre altre hanno l'effetto specchio sono in condizioni di forte luce esterna.

Le visiere per permettere l'isolamento dall'esterno vanno a comprimere una guarnizione, la quale isola sia dall'aria sia dall'acqua, per garantire ciò il sistema su cui viene vincolata la visiera ha una regolazione tramite asole e viene vincolato da una o più viti, questo permette la tolleranza produttiva di ogni pezzo, che altrimenti potrebbe portare al mancato isolamento in quanto non comprimerebbe la guarnizione.

### Altre caratteristiche e funzionalità

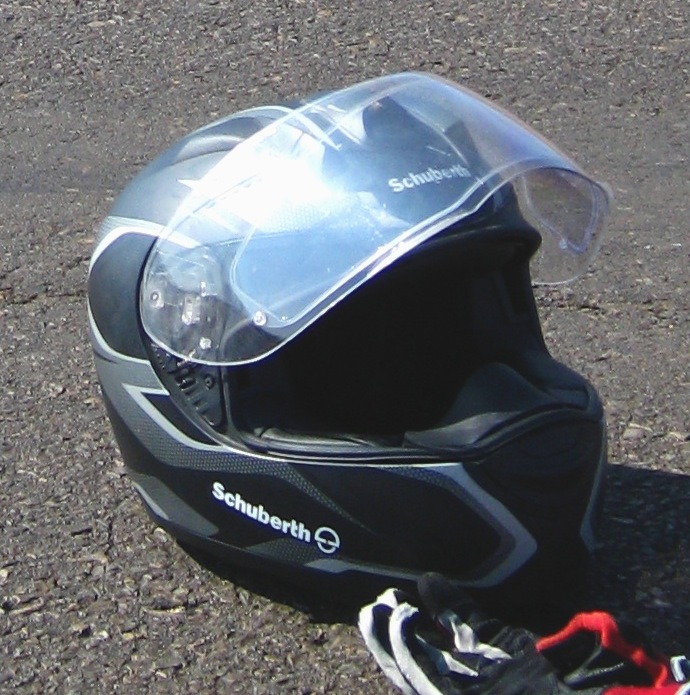
Casco con inserto rigido interno agganciato tramite Pinlock del tipo antiappannamento

- Visiera o inserto interno, si applicano internamente alla visiera principale agganciandosi tramite Pinlock o soluzioni adesive, queste visiere possono assumere diverse funzioni a seconda del tipo:
  - Antiappannamento (anti-fog) alcune di queste visiere creano una camera d'aria con la visiera principale ed in ogni caso evitano che l'umidità del respiro si condensi sulla visiera
  - Oscurata ad LCD si tratta di una visiera comandata da un circuito elettronico pilotabile dal guidatore, che permette di oscurare in modo più o meno marcato la visiera
  - Fotosensibile (light sensitive) sistema che permette di bloccare/ridurre l'eccessiva intensità della luce, evitando l'abbagliamento, senza alterare il colore della visiera, ma riducendo la conduzione luminosa, in modo simile ad un effetto specchio.
  - Fotocromatica (Photochromism) in questo caso l'inserto assumerà una colorazione più scura all'aumentare dell'intensità luminosa (generalmente reagendo ai raggi UV), tramite questa colorazione viene ridotta la trasparenza della visiera, il difetto di questa soluzione è dato dai tempi di risposta al variare dell'illuminazione.
- Seconda visiera, si tratta di una seconda visiera del tipo oscurata, posta internamente e che viene governata dal guidatore, in modo che venga usata solo in determinate condizioni. Sono utilizzate anche "visierine" scure esterne alla visiera principale[11].
- Ganci per le visiere a strappo (tear off), sono dei ganci cilindrici ed eccentrici (per poter agganciare facilmente e regolare la tensione del tear off), posti alle estremità della visiera, che permettono l'uso di visiere rimovibili (tramite una mano) e avere una visiera sempre pulita (sono generalmente pellicole applicate sopra la visiera principale che vengono strappate un'alla volta).
- Alzavisiera, sono delle piccole leve, poste al fianco della visiera, che permettono un'apertura ridotta della visiera, in modo da favorire l'aerazione.
- Chiudivisiera, sono dei elementi posti centralmente e in basso alla visiera, usati nelle competizioni, per evitare l'apertura accidentale della visiera, altrimenti sono presenti in una forma più semplice nel sistema di aggancio della visiera.
- Paranaso sistema posizionato nella parte alta della mentoniera, che copre il naso ed evita che la normale respirazione vada a causare l'appannamento della visiera.
- Paravento sistema che protegge la parte inferiore del casco fino al mento, posizionato nella parte bassa della mentoniera, serve a ridurre l'infiltrazione d'aria nel casco ed evitare il rumore ivi causato.
- Sistema HANS/Collare sottocasco, sistema che implementa la protezione del casco, utilizzata negli sport automobilistici e nelle competizioni di motocross, le competizioni su moto di velocità risulta di difficile adattamento per via della postura del pilota.
- Sistema MIPS (Multi-directional Impact Protection System), si tratta di soluzioni atte a ridurre l'energia rotazionale che viene generata tramite gli impatti angolati (consentendo dei movimenti alla testa all'interno del casco), per far ciò si utilizza uno strato a basso attrito interposto tra le calotte e il rivestimento interno, che viene denominato BPS (Brain Protection System).
- Sistema a retrovisore, sistema che permette di visualizzare gli eventi alle spalle del guidatore.
  - A specchi sistema che si basa sulla riflessione degli specchi in questo caso realizzati in policarbonato e apparso con il nome "vision system" sul casco Reevu MSX-1 nel 2005[12]
  - A telecamera un minischermo posto nella parte superiore dell'apertura della visiera visualizza le immagini catturate da una telecamera integrata nel casco riprende in direzione opposta alla marcia, sistema apparso su un casco ideato nel 2017[13]
- Calotta esterna con super-pelle o SuperSkin, si tratta di un casco a cui è stato apportato uno strato superficiale di tessuto sintetico elastico e lubrificato tra casco e il tessuto stesso, questo sistema permette di ridurre gli effetti dei traumi da rotazione violenta, in quanto evita o riduce l'effetto indotto dall'attrito con il corpo contundente e riduce la coppia di torsione.
Questo sistema è stato basato sul concetto PHPS (Phillips Head Protection System), studiato dall'omonimo medico per circa 15 anni, tale brevetto è stato premiato a Bruxelles come "Miglior Innovazione Brevettata dell'Anno" nel 2009.[14][15]
- Appendici aerodinamiche Atte a migliorare il comportamento del casco ad alte velocità, riducendo i vortici e le forze da essi generati
- Visierino da pioggia Appendice generalmente posta sulla visiera, che permette di far defluire in modo controllato l'acqua sul casco evitando o riducendo fortemente l'infiltrazione dell'acqua nelle prese d'aerazione e nel casco[16].
- Turbo Visor, accessorio posto sul casco e davanti alla visiera, munito di giranti centrifughe alle estremità, che sotto l'azione dell'aria mettono in rotazione la visiera, rotazione che spinge le gocce d'acqua via dalla stessa.
- Collare sottocasco/Sistema HANS, questo è un tipo di collare che si interpone tra il casco e le spalle del conducente, la sua funzione è quella d'evitare un'iperflessione e ipertraslazione del collo, che può portare alla sua rottura, tale protezione è molto importante e usata nelle competizioni, di qualsiasi livello esse siano.

I caschi per uso fuoristrada non sempre hanno la visiera, come nei modelli da cross, mentre queste ricompaiono risagomate nei modelli da enduro, in questi casi si ha/utilizza:
- Mascherina o occhialini nel caso il casco non abbia una visiera, esattamente come nei modelli da cross, si utilizzano delle mascherine, che ne sostituiscono la funzione/protezione.
- Parasole, nei caschi da cross questo parasole è molto marcato, tale componente è comunemente definito visiera e viene usata principalmente per proteggere la mascherina dal fango o dai sassi sollevati dalle altre moto, inclinando la testa, piuttosto che per evitare che i raggi solari giungano in modo diretto agli occhi del pilota.

## Tipi di casco
Esistono diversi tipi di casco:

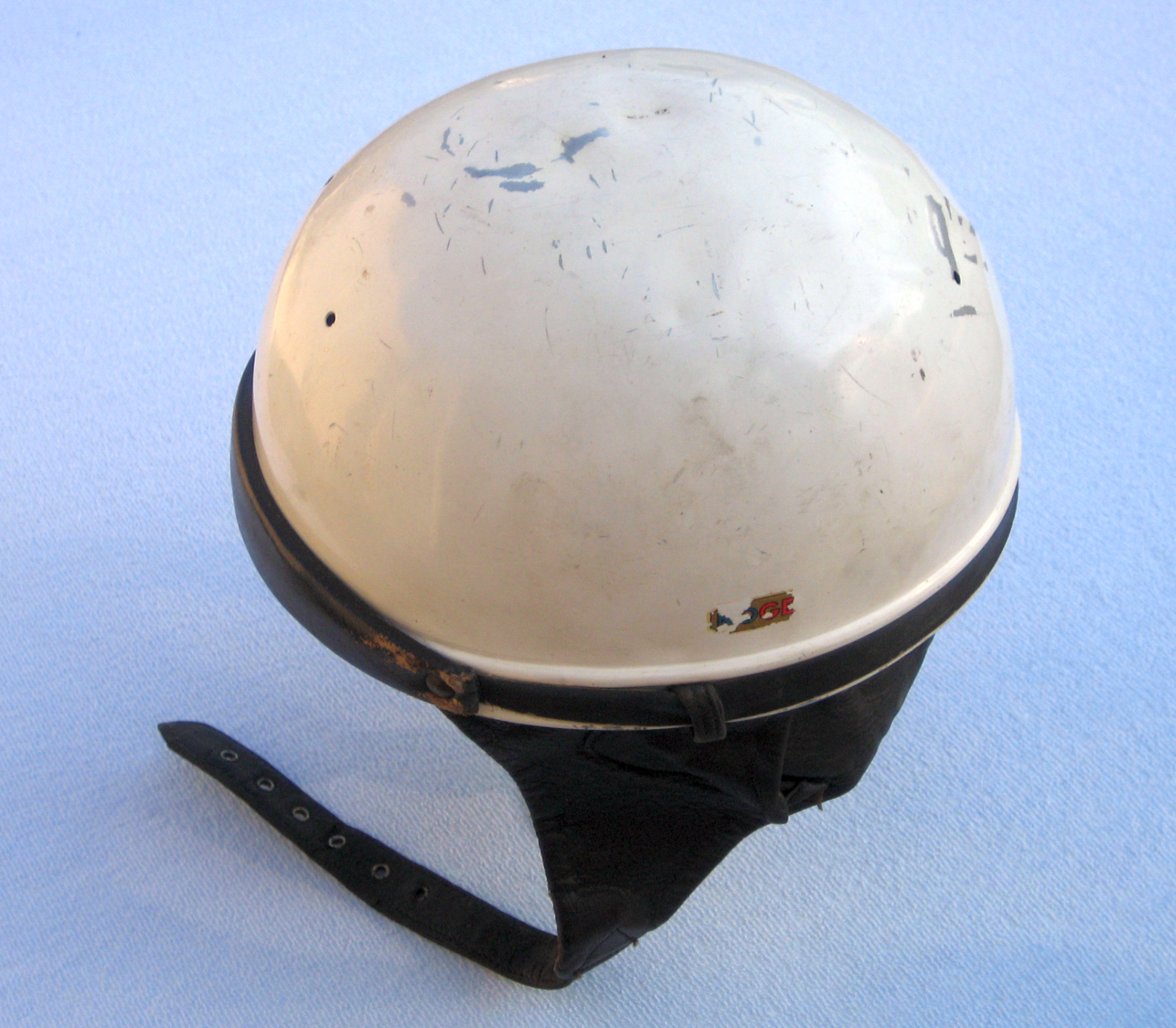
Casco cromwell

- Cromwell: anche detto "a scodella" o "leggero"[17], rappresenta la tipologia di casco in uso fino agli anni sessanta, poi divenuta desueta a causa della sua scarsa proprietà protettiva e, per questa ragione, proibita nella maggior parte dei Paesi nei quali l'uso del casco è obbligatorio. In Italia la vendita del casco tipo Cromwell è stata consentita, per il solo uso ciclomotoristico, con omologazione DGM (acronimo di Direzione Generale della Motorizzazione), fino alla pubblicazione del Decreto 28 luglio 2000 del Ministero dei trasporti e della navigazione che ne vietò l'omologazione e per l'anno successivo ne vietò la vendita. A partire dal 12 ottobre 2010 viene definitivamente proibito qualsiasi uso di questo casco su mezzi motorizzati.[18]

- Jet o aperto: rispetto al casco integrale sono sprovvisti della parte più anteriore della mentoniera, quindi hanno una struttura che si allunga e protegge le guance.
In caso di urto non offre grande protezione alla mandibola, alla mascella e al naso che sono coperti solo dalla visiera.
Questo tipo di casco nell'etichetta di omologazione riporta indicata la lettera "J"
- Demi-jet: casco di tipo simile al jet e che rispetto a questo è caratterizzato dall'assenza della protezione delle guance e minore lunghezza nella zona della nuca per offrire una migliore mobilità del capo, a scapito della protezione. I caschi demi-jet sono generalmente provvisti di visiera ribaltabile.
- Integrale: protegge tutta la testa compresa la nuca e presenta una spessa visiera mobile. È la tipologia che offre il più alto grado di protezione ed è generalmente usato dai piloti di auto e moto nelle competizioni (come ad esempio il motomondiale e la Formula 1) e da chi compie medi-lunghi viaggi con il motoveicolo e/o nel periodo invernale. Questo tipo di casco riporta la dicitura "P" sull'etichetta di omologazione.

- Modulare, crossover o apribile: i caschi modulari sono caschi integrali con la mentoniera che può essere asportata o ribaltata, per ottenere maggiore comodità e ampliare il campo visivo. Questi possono essere suddivisi in due tipologie, gli "Apribili", in cui la mentoniera può essere sollevata o ribaltata all'indietro, restando comunque sempre agganciata al casco, ed i "Crossover", che invece prevedono l'asportazione della mentoniera.
Per questo tipo di caschi non esiste una specifica omologazione: alcuni (normalmente i più vecchi) sono omologati semplicemente come Jet (lettera "J" nell'etichetta di omologazione), alcuni come Integrali (lettera "P"), altri hanno la doppia omologazione (indicata con "J/P"). Nell'uso di tale tipo di casco occorre prestare attenzione all'omologazione: nel caso sia omologato come integrale non è possibile circolare con la mentoniera aperta, in quanto il casco potrebbe non offrire una protezione adeguata alla relativa omologazione.
Il primo casco apribile venne prodotto nel 1981 dalla BMW,[19] mentre venne proposto da altri marchi solo dal 1991[20]
- Elettronico: Il Casco Protettivo Elettronico (CPE) è una misura di Intelligent transportation system (ITS) che mira ad innalzare gli standard di sicurezza del trasporto sulle due ruote. Il Casco Protettivo Elettronico è un sistema tecnologico di abbinamento tra il veicolo e il casco. Il conducente non può avviare il ciclomotore se il casco non è correttamente indossato ed allacciato. Il casco è quindi dotato di sensori per percepire le correnti elettrostatiche ed elettromagnetiche, emesse dal corpo umano, in modo tale da verificare la corretta posizione del cranio nella calotta interna. Il casco è altrettanto fornito di sensori per intercettare il corretto allacciamento del sottogola. I dati sono quindi comunicati ad una centralina del motoveicolo che impedisce l'avviamento del mezzo in caso di mancato o non conforme utilizzo del casco.[21]
- A chiusura posteriore si tratta di un tipo di casco che è composto da una calotta sdoppiata (anteriore e posteriore), incernierate tra loro e che permette un sistema di chiusura a conchiglia dello stesso e priva di cinturino sottogola, in quanto la parte inferiore del casco risulta molto più stretta e chiusa di un casco tradizionale, la chiusura viene garantita da un doppio sistema a sgancio rapido per l'apertura e chiusura.[22][23][24]

## Omologazione
Il casco, di qualunque tipo sia, deve essere omologato dal Ministero dei trasporti o tramite la specifica ECE/ONU 22-05 (europea, a partire dal 1986) o la specifica DOT TP-218-07 (americana) o l'omologazione senza valore legale della Snell o l'omologazione nazionale, come quella dell'Australiana (AU) o del Giappone (JIS T) e l'etichetta di omologazione che vi è applicata deve comprendere diversi numeri e sigle; nello specifico per l'omologazione europea si hanno:
- Numero distintivo dello Stato di immatricolazione (ad esempio "E3") all'interno di un cerchio
- Numero di omologazione (ad esempio "052216"), dove i primi due indicano la versione della direttiva d'omologazione, mentre i seguenti indicano l'omologazione specifica del casco
- Sigla di protezione della mentoniera (/J caso privo di mentoniera; /NP caschi con mentoniera non protettiva; /P caschi con mentoniera protettiva)
- Numero di produzione (ad esempio "037628")

Esempio {\displaystyle {\begin{matrix}E3\\052216/P-037628\end{matrix}}}
Queste omologazioni hanno il compito di certificare la validità protettiva di un casco o più precisamente il superamento di determinati test, a seconda delle omologazioni possono essere utilizzate forme testa differenti, al riguardo esistono siti che raccolgono i risultati di queste prove, per diversi produttori e caschi, le omologazioni possono subire variazioni nel tempo e l'adempimento da parte dei produttori deve avvenire entro un determinato periodo, stesso dicasi per i rivenditori.

Al riguardo nel 2010 l'associazione altroconsumo ha svolto dei test su diversi caschi, alcuni dei quali non sono riusciti a superare i test; infatti nonostante alcuni produttori riportino il “marchio di omologazione internazionale”, ECE 22-05 i loro modelli non presentano le qualità e i requisiti di sicurezza previsti dal Regolamento vigente. Il test è stato ripetuto nel 2012, con risultati analoghi a quelli del 2010.

Il giornalista Riccardo Matesic ha evidenziato che i test vengono eseguiti dagli stessi produttori e che il ministero non esegue i test di controllo per la verifica delle omologazioni in quanto mancano i fondi, attualmente in Europa solo il Regno Unito testa e fornisce dati sulla sicurezza dei caschi con il programma SHARP (Safety Helmet Assessment and Rating Programme) avviato nel 2007, la quale valutazione viene a volte riportata dal produttore per il casco in questione.
I caschi hanno generalmente una sola omologazione, questo fa sì che tale casco sia riconosciuto come tale solo nelle nazioni che riconoscono tale omologazione, ma esistono alcuni caschi che hanno la doppia omologazione e che ne permettono la vendita e uso su più nazioni
Le omologazioni legali esistenti per i caschi sono:
- AS 1698-2006: Australia
- CNS: Taiwan
- CSA CAN3-D230-M85: Canada
- DOT: USA
- ECE 22.05: Europa
- IS 4151: India
- JIS T: Giappone
- KS G 7001: Corea
- NBR 7471: Brasile
- NZ 5430: Nuova Zelanda
- PSB: Singapore
- SG: Giappone
- SIRIM: Malasia
- TIS: Thailandia

Gli standard indipendenti o supplementari sono:
- ACU Gold: Regno Unito
- BSI (British Standards Institution): Regno Unito
- SHARP: Regno Unito
- Snell: USA

Gli standard riconosciuti per le competizioni motociclistiche sono:
- ECE 22.05 "P": Motomondiale, AMA, FIM, Formula-USA, WERA Motorcycle Roadracing e CCS Motorcycle RoadRacing
- JST T 8133 : 2007: Motomondiale
- Snell M 2010: Motomondiale

## In caso di epilessia

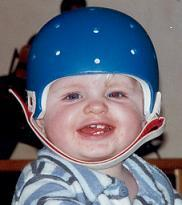
Casco protettivo per un bambino con epilessia.

In alcuni casi viene consigliato agli affetti da epilessia l'utilizzo di un apposito caschetto protettivo.

## Conservazione e durata
Il casco di per sé non ha una scadenza, ma la sua prestazione viene logorata dal tipo e gravosità d'impiego e dal corretto stoccaggio/conservazione dello stesso. Infatti la calotta che è sensibile ai raggi UV viene protetta dalla verniciatura, fin quanto essa rimane integra, mentre la calotta interna in poliestere espanso viene aggredita dal sudore o agenti atmosferici.
In linea di massima i vari costruttori in caso di uso quotidiano consigliano la sostituzione ogni 5 anni per via di molti fattori, quali fattori ambientali (esposizione durante la custodia nel baule moto/scooter o all'aperto), uso improprio del prodotto (applicazione di adesivi o collanti o prodotti non idonei), urti accidentali (casco che cade a terra o urta pareti o oggetti durante il trasporto a braccio), normale usura dell'interno e dell'esterno, coinvolgimento in incidenti anche di lieve entità, che possono influire anche in misura rilevante sulle caratteristiche fisico-meccaniche del prodotto, pregiudicandone le sue prestazioni protettive.